# Mochlonyx velutinus
Mochlonyx velutinus is een muggensoort uit de familie van de pluimmuggen (Chaoboridae). De wetenschappelijke naam van de soort is voor het eerst geldig gepubliceerd in 1831 door Ruthe.